# Denis Barthel
Denis Barthel (Camberwell, 19 maggio 1916 – Vancouver, 13 settembre 2008) è stato un cantante, militare e imprenditore inglese. Da bambino come membro nel celebre coro della Chiesa del Tempio di Londra fu una delle prime voci bianche soliste la cui voce sia stata registrata ed abbia avuto un successo commerciale a livello internazionale. Da adulto intraprese la carriera militare nell'esercito britannico e fu quindi imprenditore di successo in Canada.

## Biografia
Denis Barthel appartiene con Ernest Lough e Frederick Firth a quella generazione di voci bianche soliste cui per prima fu data l'opportunità di diventare famose a livello internazionale grazie alla registrazione su disco delle loro voci. Nato nel 1916 in Inghilterra, Barthel iniziò la sua formazione musicale nel coro della Chiesa di Santo Stefano a Westminster, sotto la direzione dell'organista William Bunney. A 11 anni fu presentato per un'audizione a George Thalben-Ball per entrare nel prestigioso coro di voci bianche della Chiesa del Tempio di Londra da lui diretto. Barthel vi fu ammesso come apprendista nel novembre 1927, lo stesso anno che il coro aveva eseguito la famosa registrazione di Hear My Pray di Felix Mendelssohn con Ernest Lough come solista. L'enorme (e del tutto inatteso) successo internazionale del disco aveva reso famoso il coro ed aumentato di colpo l'interesse delle case discografiche per le voci bianche.
Il coro della Chiesa del Tempio consisteva di 24 componenti (12 bambini e 12 uomini), cui si aggiungevano 7 o 8 apprendisti. Quattro anni dopo, nel 1931, Barthel, all'età di 15 anni, era divenuto capo solista del coro con uno stipendio di tre ghinee. Succedere ad una celebrità come Ernest Lough non fu un compito facile, ma Barthel mostrò notevoli doti di leadership. Oltre a possedere una voce straordinaria, era un ragazzo di grande personalità, ricordato come uno degli elementi più positivi, popolari e rispettati all'interno del gruppo.
Già nel luglio 1930 Barthel aveva realizzato la sua prima registrazione solista, il canto natalizio I Saw a Fair Maiden, pubblicata su disco nell'aprile del 1931. Nella sua carriera di voce bianca registrerà un totale di sette assoli per la casa discografica HMV, inclusa l'aria He Was Despised dal Messiah di Georg Friedrich Händel e l'inno natalizio O Little Town of Bethlehem. Il suo brano di maggior successo fu Jerusalem di Hubert Parry, di cui furono vendute oltre 750 000 copie.
Forse il momento più alto della sua esperienza di solista avvenne per le celebrazione dell'Armistice Day, l'11 novembre 1931, quando cantò l'inno "O Valiant Hearts" davanti al re Giorgio V e alla regina Maria di Teck in occasione della prima trasmissione mondiale attraverso la radio del Festival of Remembrance dal Royal Albert Hall. A distanza di anni ricorderà ancora l'evento con emozione: "Ero posizionato nel sottotetto degli organi, guardando attraverso una luce fioca della sala vedevo la gran massa delle persone: era una vista abbastanza terrificante."
Barthel lasciò il ruolo di corista nel luglio del 1933, in seguito al naturale mutamento della voce, a 17 anni. Dopo aver lavorato per qualche tempo per una compagnia di assicurazioni a Londra, iniziò quella che sarebbe diventata la sua lunga carriera di militare. Si ritirò dall'esercito con il grado di Major ed avendo ricevuto l'Ordine dell'Impero Britannico. Dopo aver intrapreso una attività imprenditoriale di successo nel Regno Unito, nel 1969 emigrò a Vancouver, dove nel 1970 fondò la Rekord Marine Enterprises, distributrice di attrezzature navali in Canada.
Gli anni trascorsi come corista lasciarono un'impressione duratura sulla vita di Barthel. Rimase sempre devoto al suo maestro di cappella, George Thalben-Ball, per l'educazione che gli aveva impartito, e spesso tornò a visitare la Chiesa del Tempio a Londra.
Morì nel 2008 all'età di 92 anni, ultimo membro sopravvissuto tra i membri del coro della Chiesa del Tempio del periodo prebellico.
Sue registrazioni sono state ripubblicate su CD nel 2003 da Living Era in A Vintage Christmas Cracker e nel 2004 da Achion nella collezione The Glory of the Temple Church Choir. Sono state quindi incluse da Stephen R. Beet nella serie "The Better Land: Great Boy Sopranos of 20th Century".